# Slava Ukrajini!
»Slava Ukrajini!« (ukrajinsko Слава Україні!, latinizirano: Sláva Ukrayíni!, IPA: [ˈsɫaʋɐ ʊkrɐˈjinʲi] ()) je ukrajinski domoljubni pozdrav, ki pomeni simbol ukrajinske neodvisnosti in odpora in je od leta 2018, po odredbi takratnega predsednika Petra Porošenka, uraden pozdrav med pripadniki Ukrajinske vojske. Pogosto se nadaljuje z odzdravom »Herojem slava!« (ukrajinsko Героям слава!, latinizirano: Heróyam sláva!, IPA: [ɦeˈrɔjɐm ˈsɫaʋɐ]).
Pozdrav se je začel uporabljati med ukrajinsko osamosvojitveno vojno v letih 1918–1920 med vojaki Ukrajinske narodne republike v boju proti sovjetski zasedbi, ko je Ukrajina po prvi svetovni vojni za kratek čas postala samostojna država.
V obdobju Sovjetske zveze je bil slogan prepovedan, oživil pa ga je boj za ukrajinsko neodvisnost ob razpadanju Sovjetske zveze. Leta 1995 je zvezo Slava Ukrajini uporabil tudi Bill Clinton v svojem govoru v Kijevu. Njena uporaba se je razširila med ukrajinsko majdansko revolucijo leta 2014 in rusko-ukrajinsko vojno. Odtlej je fraza postala razširjen in priljubljen simbol Ukrajine.
Fraza je pridobila mednarodno prepoznavo med še vedno trajajočo rusko invazijo na Ukrajino leta 2022, uradni skladatelj Norveške vojske, Marcus Paus, pa je ustvaril skladbo z naslovom Slava Ukraini!, pri kateri je črpal navdih iz ukrajinske himne. Slogan se pojavlja tudi na protestih v podporo Ukrajini širom sveta. V svojih govorih pozdrav uporablja ukrajinski predsednik Volodimir Zelenski,  uporabili pa so ga tudi številni drugi tuji voditelji, kot so Ursula von der Leyen, Boris Johnson, Nancy Pelosi, Mark Rutte, Andrej Plenković in Jacinda Ardern, pa tudi slovenski premier Janez Janša.